# Ahmed Boussaïd
Pour les articles homonymes, voir Boussaïd.
Ahmed Boussaïd est un joueur de handballeur algérien. Né le 01/ 12/ 1990  à bouismail wilaya de Tipaza 

## Biographie
Il évolue en club au GS Pétroliers.

## Palmarès

### en club
- 3e place au championnat d'Afrique des clubs ( Côte d'Ivoire)
- 2eplace championnat d'arabe ( Jordanie)
- champion d'Algérie avec le groupe sportif petrolier((GSP)) 2014,2016,2017et2018

- Vainqueur de la coupe d'Algérie 2014,2016,2017,2019 et 2022
- Vainqueur de la super coupe 2015,2016,2017,2019 et 2022

- 3e place championnat d'Algérie 2008 2009 (HBC EL-BIAR)
- 2e championnat d'Algérie 2010 (HBC EL-Biar)

### avec l'Équipe d'Algérie
Championnat du monde jeunes
- 4e championnat d'Afrique jeune 2008 ( Libye)
- 3e place au championnat d'Afrique jeune 2010 ( Gabon)
- 14e au Championnat du monde jeunes 2009 ( Tunisie)
- 13eplace championnat du monde jeune 2011 ( Grèce)

Championnats d'Afrique
- 6e place au Championnat d'Afrique 2018 ( Gabon)